# 狗 (平克·佛洛伊德歌曲)
《狗》（"Dogs"，原名"You've Got to Be Crazy"）是英國前衛搖滾樂隊平克·佛洛伊德（Pink Floyd）的一首歌曲，收錄於1977年的專輯《動物》中。這首歌是樂隊2001年合輯《Echoes： The Best of Pink Floyd》中考慮的幾首歌之一。